# Zola Budd
Zola Budd južnoafriška atletinja, * 26. maj 1966, Bloemfontein, Južna Afrika. 